# Ichang Narayan
Ichang Narayan es un pueblo ubicado en el distrito de Katmandú, provincia de Bagmati, Nepal.

## Superficie
Cuenta con una superficie de 11,8 kilómetros cuadrados.

## Demografía
Datos hasta 2015
- Población: 32 275 habitantes.[1]
- Densidad de población: 2,735 habitantes por kilómetro cuadrado.[1]
- Población masculina: 16 262 (50,4%).[1]
- Población femenina: 16 013 (49,6%).[1]